# 세월의 주인
〈세월의 주인〉은 이용이 1984년 발표한 가요이다.